# Барсучка
Барсучка — река в России, протекает в Гавриловском районе Тамбовской области. Правый приток Кашмы.

## География
Река Барсучка берёт начало в 2 км к юго-западу от села Дмитриевка. Течёт в западном направлении. Устье реки находится ниже села Осино-Гай в 100 км по правому берегу реки Кашма. Длина реки составляет 11 км. 

## Данные водного реестра
По данным государственного водного реестра России относится к Окскому бассейновому округу, водохозяйственный участок реки — Цна от города Тамбов и до устья, речной подбассейн реки — Мокша. Речной бассейн реки — Ока.
По данным геоинформационной системы водохозяйственного районирования территории РФ, подготовленной Федеральным агентством водных ресурсов:
- Код водного объекта в государственном водном реестре — 09010200312110000029218
- Код по гидрологической изученности (ГИ) — 110002921
- Код бассейна — 09.01.02.003
- Номер тома по ГИ — 10
- Выпуск по ГИ — 0